# Шпак-гострохвіст кенійський
Шпак-гострохвіст кенійський (Poeoptera kenricki) — вид горобцеподібних птахів родини шпакових (Sturnidae). Мешкає в Кенії і Танзанії.

## Підвиди
Виділяють два підвиди:
- P. k. bensoni (Van Someren, 1945) — Кенія;
- P. k. kenricki Shelley, 1894 — Танзанія.

## Поширення і екологія
Кенійські шпаки-гострохвости мешкають на півдні Кенії і в Танзанії, а також на схилах гори Кенії. Вони живуть в гірських тропічних лісах.